# Жълтоглав бюлбюл
Жълтоглавият бюлбюл (Pycnonotus zeylanicus) е вид птица от семейство Pycnonotidae. Видът е световно застрашен, със статут Уязвим. Гнезди в екваториалните и тропически гори, включително мангрови гори, в храстите, в периферията на полетата, сред насаждения и градини.

## Разпространение и местообитание
Естественото местообитание на този вид може да се намери в Бруней, Индонезия, Малайзия, Мянмар, Тайланд и Сингапур.